# Batuka (chanson de Madonna)
Pistes de Madame X
Future
(4) Killers Who Are Partying
(6)
Batuka est une chanson du 14e album studio de Madonna, Madame X, dont elle est la cinquième piste.
La chanson a été écrite par Madonna et son fils David Banda, aux côtés de son collaborateur de longue date Mirwais, tandis qu'elle est produite par Madonna et ce dernier des trois. Il met en vedette le Batukadeiras Orchestra, un groupe entièrement féminin qui joue de la batterie sur la chanson. C’est une chanson batuque avec des influences de l’afrobeat, avec une structure d’appel et de réponse, et les paroles de la chanson parlent de « surmonter l’adversité ».
« Batuka » a reçu des critiques généralement positives de la part des critiques musicaux, certains le considérant comme l’un des points forts de l’album. Un clip accompagnant la chanson est sorti le 19 juillet 2019, qui était une tentative de recréer l’atmosphère de la première fois que Madonna a rencontré l’Orchestre Batukadeiras, ainsi que leur voyage ensemble. La chanson a été incluse dans la tournée Madame X Tour (en 2019-2020) de Madonna, le groupe se produisant en demi-cercle, jouant de la batterie, tandis que Madonna effectuait des mouvements de batuque.

## Contexte et enregistrement
En 2017, Madonna a déménagé à Lisbonne à la recherche d’une académie de football de haut niveau pour son fils David Banda, qui voulait devenir un joueur de football professionnel. Alors qu’elle vit en ville, elle commence à rencontrer des artistes ; peintres et musiciens, qui l’inviteraient à des « séances de salon ». Pendant les sessions, ils apportaient de la nourriture et s’asseyaient autour de la table, et les musiciens commençaient à jouer des instruments, chantant du fado et de la musique de samba. L’un des premiers musiciens que Madonna a rencontré était un homme nommé Dino D’Santiago, qui l’a présentée à l’Orchestre Batukadeiras, un collectif de batteurs du Cap-Vert. Les membres allaient des adolescentes aux femmes plus âgées. Madonna a décrit sa première rencontre avec eux comme une expérience « incroyable », déclarant que leur musique était « envoûtante et hypnotisante » et l’a laissée impressionnée car elle n’avait jamais rien entendu de tel.
Après leur rencontre, ils sont convenus d’enregistrer une chanson pour le nouvel album de Madonna, Madame X. Dans le studio d’enregistrement, la chanteuse a écrit quelques mots qu’elle a encouragé l’Orchestre Batukadeiras à « répéter » après elle. Par l’intermédiaire de D’Santiago, qui a agi comme traductrice, elle leur a expliqué le sens de la chanson. Selon Madonna, le groupe l’aimait car leur philosophie était de « lutter pour leurs droits et d’autonomiser les femmes ». Après avoir enregistré la chanson, ils ont insisté pour que tout le monde dans le studio prie tous ensemble, après quoi l’Orchestre Batukadeiras a béni Madonna et lui a souhaité bonne chance. La chanteuse a commenté que c’était une rencontre positive et un moment de « câlins et de larmes ».
Selon Madonna, le premier titre de la chanson était « Fernalism » parce qu’il était censé être un manifeste féministe,  et elle ne voulait pas non plus dire « féminisme » en raison de son sentiment que cela semblait conventionnel ou prévisible. Une fois qu’elle s’est rendu compte que c’était trop abstrait, la chanteuse a renommé la chanson en « Batuka » parce que selon elle, « c’est ce que c’est, c’est le style de musique que c’est. Cela semblait fonctionner. Créé par des femmes, joué par des femmes. »

## Composition et paroles
« Batuka » a été écrit par Madonna, Mirwais et David Banda, tandis que la production a été assurée par la chanteuse et Mirwais. Madonna  a déclaré que même si tous ses enfants chantent sur la chanson, Banda était le seul à demander des crédits d’écriture.
Batuka a été décrite comme une chanson batuque, avec des influences de l’afrobeat. Il comporte des tambours joués par l’Orchestre Batukadeiras, et une structure d’appel et de réponse, avec le groupe chantant ses propres solos en langue créole capverdienne,,. Les paroles traitent de « surmonter l’adversité », tandis que Madonna met en garde contre « une tempête à venir » sur les voix vocoderées,,. Les paroles « Get that old man/put him in a jail/where he can’t stop us » étaient considérées comme une référence au président des États-Unis de l’époque, Donald Trump,.  
Will Hodgkinson du Times a noté que la chanson « a une qualité capricieuse qui rappelle le mouvement tropicalia brésilien de la fin des années 1960 », tandis que Lucy O’Brien, écrivant pour The Guardian, a commenté qu’elle « a un pouvoir féminin sombre et percussif ».

## Réception critique
- Justin Ravitz de Refinery29 a qualifié le morceau de « cri de rébellion joyeux et provocateur avec une structure d’appel et de réponse entraînante »[13].
- Nicholas Hautman de Us Weekly a déclaré que la chanson était « littéralement un banger », tandis que C.M. de The Economist l’a qualifiée d'« hypnotique »[7],[14]. L’opinion de C.M. était partagée par CJ Thorpe-Tracey de The Quietus[15].
- Pour Nick Smith de MusicOMH, la chanson « aurait presque pu être tirée d’un album de Nelly Furtado », tandis que pour Craig Jenkins du magazine New York, « Batuka » est « le genre de numéro d’appel et de réponse piloté par batterie M.I.A. et Diplo vendu à la communauté internationale sur  Piracy Funds Terrorism il y a 15 ans »[16],[17].
- Xavi Sancho d’El País, a écrit que l’Orchestre Batukadeiras donne « un rythme martial à quelque chose qui pourrait être un mélange entre Gwen Stefani et Carlinhos Brown et qui se termine par quelque chose, encore une fois, frais et riche »[18].
- Mike Wass d’Idolator a commenté que la chanson « combine avec succès un chœur, des instruments africains et un collectif de tambours portugais », tout en la qualifiant de « dynamique et tout à fait convaincante »[19].
- Sean Maunier de Metro Weekly, a estimé que la chanson « pourrait être le plus grand départ pour Madonna », et qu’elle, accompagnée par le « Batukadeiras Orchestra entièrement féminin, produit un effet absolument surnaturel »[20].
- Kristi Kates du journal Northern Express a déclaré que les fans apprécieraient des chansons comme « Batuka » sur l’album[21].
- Jeremy Helligar de Variety a été tout aussi positif, choisissant la chanson comme l’un des points forts de Madame X[22].
- Robbie Barnett, du Washington Blade, a noté que la chanson était l’un des « exemples les plus notables de l’influence que le Portugal a injectée à Madonna depuis qu’elle a déménagé à Lisbonne », se terminant « comme une fabuleuse jam session »[11].
- Alexandra Pollard de The Independent l’a classé comme un « chant enflammé »[23].
- Dans une critique mitigée, Wren Graves de Consequence of Sound, a commenté que l’Orchestre Batukadeiras fournissait une « étincelle bien nécessaire » à « Batuka », bien qu’il ait qualifié la chanson de « répétitive »[24].
- Une critique négative a été fournie par Daniel Megarry de Gay Times, qui l’a classé comme le dernier morceau de sa liste des meilleurs morceaux de Madame X, en disant: « Malheureusement, cette chanson n’a rien fait pour nous. Rien. Na-dah. Zilch. »[25].

## Clip vidéo
Le tournage du clip de « Batuka » a eu lieu en avril 2019, à Praia de São Julião de Sintra, au Portugal,. Il a été réalisé par Emmanuel Adjei, qui a également été réalisateur du clip de Dark Ballet, et a été créé le 19 juillet 2019 par Refinery29,. Dans une interview accordée au site Web, Madonna a déclaré qu’elle et l’équipe de réalisation voulaient honorer la façon dont elle a rencontré l’Orchestre Batukadeiras et leur voyage ensemble, avec une expérience « organique » et « belle cinématographique ». Ils ont trouvé une maison qui ressemblait à une maison typique du Cap-Vert et ont choisi un environnement plus naturel pour leur premier lieu de rencontre, Madonna disant qu’il « n’était pas facile de reproduire l’importance de notre première réunion et comment tout cela s’est passé ». Madonna a expliqué, déclarant qu’elle espérait que cela « capture la gamme d’émotions que j’ai ressenties venant d’eux, et leur musique », voulant montrer la force et l’histoire, ainsi que la façon dont elle se sentait « expressive » comme leurs visages étaient et ayant voulu le capturer dans les gros plans.
Le clip commence par un message qui se lit comme suit: « Batuque est un style de musique créé par des femmes originaire du Cap-Vert, certains disent le lieu de naissance de la traite des esclaves. Les tambours ont été condamnés par l’Église et enlevés aux esclaves parce qu’ils étaient considérés comme un acte de rébellion. Les femmes ont continué à chanter et à danser et la Batuque vit encore aujourd’hui ».
Il coupe des scènes centrées sur les femmes de l’Orchestre Batukadeiras, montrant une série de portraits de leurs visages pendant qu’elles chantent, battent des rythmes sur des tambours, marchent et se tiennent au sommet d’une falaise, d’où le groupe regarde la mer. Madonna apparaît alors, vêtue d’une robe verte et noire, distinguée des femmes vêtues de blanc,. Madonna exécute une danse freestyle, car elle pensait qu'« il n’y avait pas besoin ou appel à chorégraphie. La danse était organique et fluide; Je les ai juste regardés bouger et je les ai rejoints. ».
À sa sortie, il a reçu des critiques positives de la part des critiques. Le personnel du site web Little Black Book a qualifié la vidéo de « révolutionnaire » et a déclaré: « Sans doute aucun clip vidéo, dans plus de 70 vidéos que Madonna a réalisées au cours de son incroyable carrière, n’a été plus comme un document authentique d’un événement réel », alors qu’ils l’ont considéré comme une « expression sincère du pouvoir de la musique de traverser les frontières, d’élever les esprits, et de guérir ». Ravitz a qualifié le visuel de « frappant », tandis qu’Attitude et Rolling Stone l’ont qualifié de « magnifique »,,. Kirsten Spruch de Billboard a noté comment la vidéo fait référence à « l’histoire brutale » du Portugal. Le personnel du  Público a estimé qu’il était « plein d’émotion » et « prêt à mettre le doigt sur la blessure coloniale, avec des caravelles fantômes ». Mike Nied d’Idolator a déclaré qu'« elle a, une fois de plus, atteint ses objectifs de manière experte » de capturer les émotions ressenties par Madonna de l’Orchestre Batukadeiras.

## Performance en direct
Madonna a inclus « Batuka » sur la setlist de sa tournée Madame X Tour de 2019-2020. Elle a été rejointe par 14 des 22 femmes de l’Orchestre Batukadeiras lors de ses représentations. La performance a commencé avec le groupe se rassemblant en demi-cercle et martelant les tambours, tandis que Madonna s’asseyait sur le côté sur une cage d’escalier avant de finalement les rejoindre, et de faire quelques mouvements de batuque « hip-shimmying »,.
Selon Bradley Stern du magazine Paper, la performance était « essentiellement le clip vidéo de la chanson qui prend vie ». Pour Leslie Katz du San Francisco Examiner, c’était « le numéro le plus joyeux de la soirée », tandis que Spencer Kornhaber de The Atlantic a déclaré que c’était « l’une des nombreuses chansons de Madame X relativement informes améliorées en personne par l’intensité et l’imagerie »,.

## Crédits et personnel
- Madonna – scénariste, chant, producteur
- Mirwais – scénariste, producteur
- David Banda – écrivain
- Batukadeiras Orchestra – chœurs

Crédits et personnel adaptés des notes de pochette de Madame X.